# Доња Дубница (Вучитрн)
Доња Дубница (алб. Dumnicë e Poshtme) насеље је у општини Вучитрн на Косову и Метохији. Према попису становништва на Косову 2011. године, село је имало 1.378 становника., већину становништва чине Албанци.. Село је након 1999. године познато и као Краснић и Поштем (алб. Krasniq i Poshtëm)

## Географија
Село је на валовитом земљишту, разбијеног типа, оранице смоничаве и са растреситом земљом, на којима успевају све житарице. Повезано је са системом за наводнавање. Село је смештено у подножју Грдеча, на удаљености од 9 км источно од Вучитрна.

## Историја
Село се први пут помиње у турском попису области Бранковића 1455. у селу је уписано 9 српских кућа са једним свештеником. У селу је тада постојала црква, вероватно негде око данашњег Цркевног дола. Гробље је било у суседном селу Горњој Дубници. Не зна се кад су Срби напустили ово село, јер при досељењу око 1760. године из Скадарске Малесије Албанци нису затекли насеље са становништвом. До доласка колониста 1928. овде су живели само Албанци. Тада је дошло 6 кућа насељеника на додељену земљу од државе. Своје гробље нису имали него су се укопавали у Велико Реци.

## Порекло становништва по родовима
Албанци
- Чукић (16 к.), Имеровић (17 к.), Суљић (11 к.) и Таовић (9 к.), сви од фиса Краснића. Постали од четворице браће досељене из Малесије око 1760.

Колонисти
- Радовићи (2 к.) из Црне Горе.
- Радовановић (1 к.) из Топлице.
- Терзић (2 к.), из Ужица. Сви су се доселили 1928.

Роми Ашкалије
- Максутовићи (4 к.). Досељени средином 19. века из Колића у Лабу. По првом светском рату општина им је дала мало сеоске утрине.[5]

## Жртве другог светског рата 1941-47
- Делић Војин, правник, затвор, К. Митровица 1943.
- Марковић Анта, изведен из куће 1941, без трага
- Радовић Јован, затвор, К. Митровица 1944.
- Радовић Петар, затвор, К. Митровица 1944.
- Цвејић Ранко, 1942, Пуста Река, од Бугара[6]

## Одсељени 1941-93
- Илић Никола 1941, са 5 чл., Србија, Војводина.
- Марковић Јелена 1941, са 5 чл., Виљанце, Лешак
- Перошевић Бошко 1941, са 5 чл., Србија, непозн.
- Милинчић Радомир 1941, са 8 чл., Краљево
- Радовић Влајка 1941, са 5 чл., Краљево
- Сенић Милан 1941, са 6 чл., ц.Србија, непозн.
- Терзић Спасоје 1941, са 2 чл., ц.Србија, непозн.
- Терзић Станиша 1941, са 3 чл., ц.Србија, непозн.
- Цвејић Ранко 1941, са 5 чл., Ново Село Мађунско.

Свега 8 домаћинстава са 34 члана. Од ових становника нико се после другог светског рата није вратио на своја имања. Куће су све порушене још 1941. Остало је се Албанцима.

## Демографија
| Година       | 1948 | 1953 | 1961 | 1971  | 1981  | 1991  | 2011  |
| ------------ | ---- | ---- | ---- | ----- | ----- | ----- | ----- |
| Становништво | 625  | 725  | 865  | 1.112 | 1.202 | 1.324 | 1.379 |

|  |